# Furacão Helene (2018)
Furacão Helene (conhecido como Tempestade Helene na Irlanda e no Reino Unido enquanto extratropical) foi um dos furacões do Atlântico mais ao leste já registrados. A oitava tempestade nomeada e quarto furacão da Temporada de furacões no Atlântico de 2018, o Furacão Helene desenvolveu-se a partir duma onda tropical vigorosa que deslocou-se da costa africana em 6 de setembro. A onda foi classificada como um potencial ciclone tropical pouco depois, e no final de 7 de setembro a perturbação organizou-se numa depressão tropical, enquanto estava próxima da costa de Senegal. A depressão rapidamente fortaleceu-se na Tempestade Tropical Helene no dia seguinte. Movendo-se para o oeste em direção às ilhas de Cabo Verde, o Furacão Helene continuou a organizar-se, e em 9 de setembro, intensificou-se num furacão, o quarto da temporada de 2018. O furacão continuou a fortalecer-se quando iniciou uma virada para o norte, e em 11 de setembro atingiu seu pico de intensidade como um furacão de Categoria 2, à pouca distância do status de grande furacão. Depois, o Furacão Helene começou a enfraquecer-se ao encontrar um ambiente cada vez mais desfavorável. Enfraquecendo-se para uma tempestade tropical em 13 de setembro, o Furacão Helene iniciou uma transição extratropical gradual ao aproximar-se dos Açores. Finalmente, em 16 de setembro, o Furacão Helene tornou-se um poderoso ciclone extratropical sobre o nordeste do Oceano Atlântico. Enfraqueceu consideravelmente quando aproximou-se e atravessou o Reino Unido, antes de ser absorvido por outro sistema em 22 de setembro.
O Furacão Helene provocou a rara emissão de avisos de furacão nas ilhas do sul de Cabo Verde, assim como um aviso de tempestade tropical, embora a tempestade ultimamente tenha passado ao sul das ilhas com pouco efeito adverso.